# سیس (میکرونزی)
سیس یک آبخوست و منطقه شهرداری در ناحیه نومونئاس جنوبی در ایالت چوک در کشور ایالات فدرال میکرونزی است.